# 池田薬局 (鳥取県)
有限会社池田薬局・卸部（いけだやっきょく）は、かつて存在した医薬品・衛生材料・漢方薬の卸売を中心とする日本の企業である。現在はメディセオ・パルタックホールディングスグループの一社エバルスである。

## 概要
- 本社は鳥取県鳥取市今町1
- 代表取締役社長　池田浩三

## 沿革
- 1946年設立
- 1963年6月東京都に「大鵬薬品工業株式会社」（大塚製薬と全国の主要卸業者が出資して設立された企業である）設立。鳥取地区独占販売契約を締結。大鵬薬品は1県1社代理店制度を採用する

## 主な取引メーカー
- 武田薬品工業
- 大鵬薬品　等

## 備考
- 小売部は現在「有限会社 ケイ・アイ堂薬局」として調剤・小売専門店である
- 資本金　1,054万円
- 従業員47人
- 平成5年5月 「岡山店」開局
- 平成7年4月　「米子市」開局
- 平成11年5月 「京山店」開局
- 平成12年3月 「ドラッグストア　ケイ・アイ堂」開店
- 平成13年10月 「京山店」閉局
- 平成13年11月 「サンライズ薬局」を開局